# Łejery

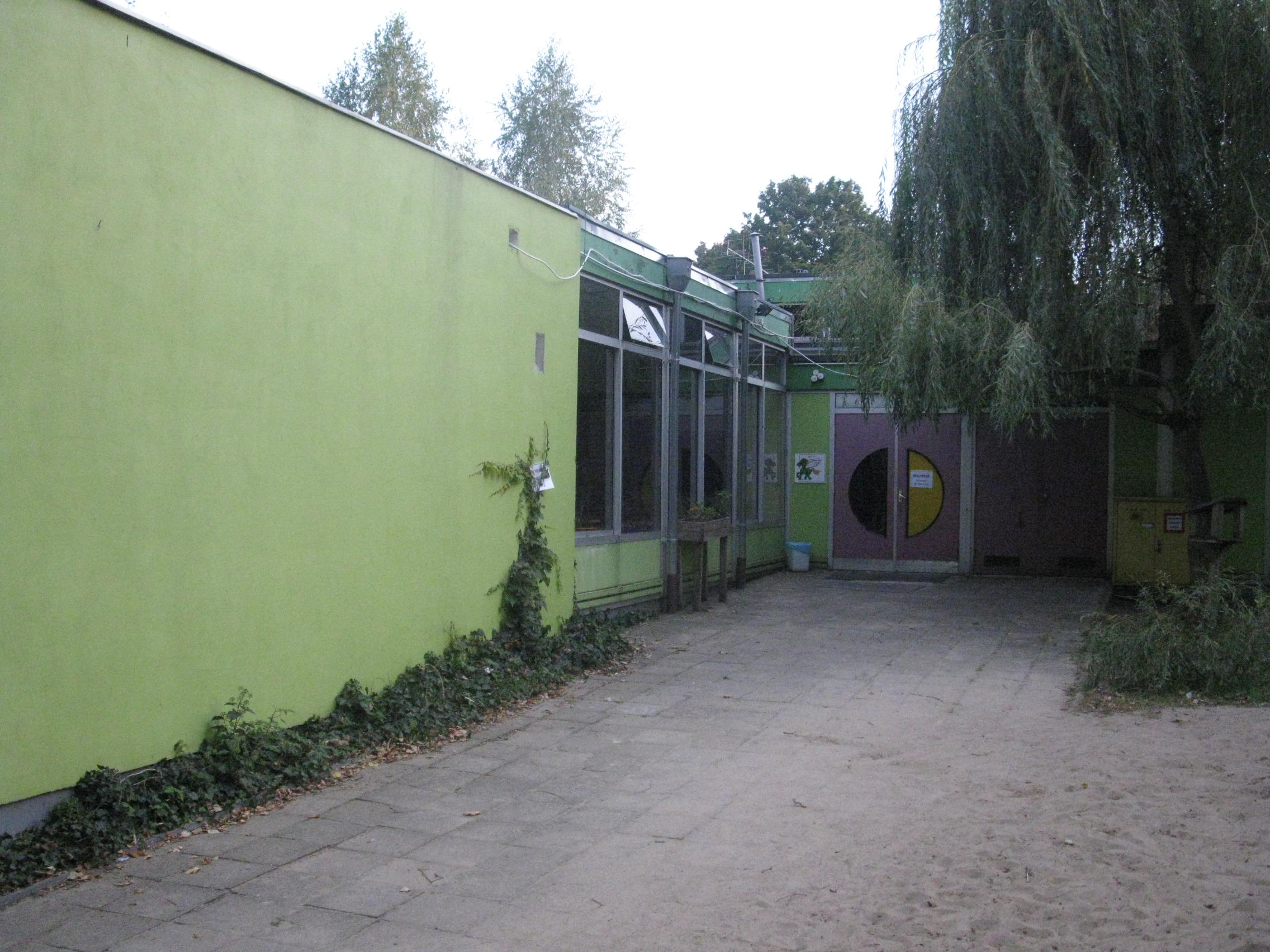
Wejście do szkoły

Łejery – teatr szkolny, założony w 1975 roku przez Jerzego Hamerskiego w Poznaniu jako „dziecięcy teatr gromadny”.
W 1986 roku współpracę z zespołem podjęła Elżbieta Drygas, na stałe związując swe losy z Łejerami, od tego czasu stanowi jego drugi filar artystyczno-wychowawczy. W 1990 roku po opracowaniu programu, powstała szkoła podstawowa o tej samej nazwie, założona przez twórców teatru łejerskiego, przy dużym udziale rodziców dzieci należących do Łejerów. Przez teatr i szkołę przeszła ogromna rzesza dzieci i młodzieży, uczonych przez zabawę w sztukę wrażliwości i refleksji, rozwijających własne artystyczne zainteresowania. Wielu z nich kontynuowało i rozwijało umiejętności w dziedzinie sztuki w życiu dorosłym.

## Historia powstania
Teatr Szkolny „Łejery” powstał w 1975 roku jako Harcerska Drużyna Artystyczna, zamieniając się potem w dziecięce i młodzieżowe grupy teatralne, by wreszcie w 1990 roku przekształcić się w Szkołę Podstawową „Łejery” o profilu teatralnym. Celem szkoły nie jest jednak przygotowanie aktorów z wykształceniem podstawowym, lecz wykorzystanie teatru i wychowania przez sztukę do wspomagania wszechstronnego rozwoju dzieci (zarówno w zakresie rozwoju talentów artystycznych jak i pomagania wychowankom w rozwiązywaniu trudności w kontaktach ze sobą i innymi).
Łejery wywodzą swoją nazwę z poznańskiej gwary – „łe jery!” to zawołanie w stylu: o rety!, o jejku! olaboga!.
Od początku swego istnienia do dziś Łejery promują niekonwencjonalne myślenie, optymistyczny styl życia w gromadzie i rodzinność, wciągając do działań wychowawczych i artystycznych całe rodziny.

## Dorobek artystyczny
Teatr Łejery ma na swoim koncie dziesiątki spektakli teatralnych, z których takie jak np.: Romeo i żulia, Opera o Kolumbie, Kolędy domowe czy Lokomotywa były realizowane wielokrotnie przez różne pokolenia łejerskie. Przedstawienia zdobywały liczne nagrody na przeglądach i festiwalach teatralnych, w tym dwie Złote Jodły na Harcerskich Festiwalach w Kielcach i dwukrotnie Złote Maski na Ogólnopolskim Forum Teatrów Szkolnych w Poznaniu. Liczne są również realizacje telewizyjne Łejerów: spektakle teatralne, teledyski i programy edukacyjne. Wiele z nich, jak np. cykle: „Wyłącz telewizor” czy „Śpiewanki rodzinne”, prócz wartości artystycznych niosą przesłania wychowawcze.
W większości spektakle Łejerów są radosne, pełne optymizmu. Nie uciekają jednak Łejery także od trudnych i bolesnych tematów, jak łamanie praw dziecka i przemoc w rodzinie. Przykładami spektakli, które mówią o tych problemach są: Dzieci też mają głos, Masz prawo do swych praw a także liczne teledyski, w tym nominowany do nagrody EMMY teledysk Jak to jest.
Przygotowując dzieci do uczestnictwa w świecie kultury, szczególnie bliski kontakt nawiązywały Łejery z Centrum Sztuki Dziecka i Teatrem Animacji w Poznaniu. W 2007 roku Łejery razem z Wandą Chotomską obchodziły Wandalia, czyli 30. rocznicę współpracy artystycznej.

## Osoby związane z Łejerami
- Wanda Chotomska – poetka, autorka wielu łejerskich piosenek
- Witold Dębicki – aktor, współtwórca wielu łejerskich projektów
- Piotr Gąsowski – aktor, wychowanek Łejerów
- Mariusz Matuszewski – kompozytor, aranżer łejerskich piosenek
- Emilia Waśniowska – poetka, autorka łejerskich piosenek, patronka łejerskiej szkoły